# 萬憲彰
萬 憲彰（よろず けんしょう、1975年生まれ）は、日本の医師。医療法人医新会よろずクリニック理事長。日本先制臨床医学会理事、国際水素医科学研究会副理事長などを務める。

## 経歴
1975年、鳥取県生まれ。2003年（平成15年）に産業医科大学医学部を卒業し、同年鳥取大学医学部附属病院第二内科へ入局した。  
2004年から2008年まで済生会江津総合病院消化器内科に勤務。2008年から2011年までは十字会野島病院消化器科医長を歴任した。  
2011年10月、よろずクリニック院長に就任し、2018年9月より同クリニック理事長。

## 研究・診療活動
萬氏は、統合腫瘍治療や水素吸入療法などの先進医療の臨床応用に取り組んでいる。  
2023年には、理研免疫再生医学との提携によりNKT細胞標的治療を導入した。  
また、2021年および2022年には、国際水素医科学研究会主催のセミナーにおいて、水素吸入療法に関する講演を行っている。

## 所属学会
- 日本先制臨床医学会 理事（統合腫瘍治療研究部会 部会長）[2]
- 国際水素医科学研究会 副理事長[8]
- 日本老化制御医学会 理事[3]
- 日本プロテオ検査研究会 代表理事[3]
- 日本抗腫瘍ハーブ研究会 代表理事[3]
- 腸内フローラ移植臨床研究会 理事[3]

## 著書
- 『希望のがん治療』ワニブックス、2021年5月27日。ISBN 978-4-8470-7043-3。[9]